# The Duncan Putter
The Duncan Putter is een 72-holes golftoernooi in Wales.
Het toernooi wordt in twee dagen gespeeld op de Southerndown Golf Club, een van de hoogst gelegen golfbanen in Groot-Brittannië. Omdat er per dag 36 holes gespeeld worden, volgt er geen play-off als er meerdere spelers een winnende score hebben.
De drie winnaars van 2009 hadden een score van -6. Dat record werd in 2011 gebroken door James Frazer, die een score van -8 binnenbracht.
De winnaar van de Duncan Putter krijgt 45 punten op de World Amateur Golf Ranking.

## Winnaars
| - 1959: G. Huddy - 1960: W.I. Tucker - 1961: G. Huddy, W.I. Tucker - 1962: E.N. Davies - 1963: W.I. Tucker - 1964: J.L. Toye - 1965: Peter Townsend - 1966: M.F. Attenborough - 1967: Dudley J. Millensted - 1968: J.L. Morgan - 1969: W.I. Tucker - 1970: J.L. Toye - 1971: W. Humphreys - 1972: P. Berry - 1973: J.K.D. Povall - 1974: S. Cox - 1975: J.G. Jermine - 1976: H.A.N. Stott, W.I. Tucker - 1977: H.A.N. Stott - 1978: Peter McEvoy | - 1979: H.J. Evans - 1980: Peter McEvoy - 1981: Paul G Way, Roger Chapman - 1982: D. McLean - 1983: J.G. Jermine - 1984: Phillip Price - 1985: Peter McEvoy, C. Lawrence - 1986: D.K. Wood - 1987: Peter McEvoy - 1988: S.C. Dodd - 1989: Neil Roderick - 1990: Ricky B. Willison - 1991: Ricky B. Willison - 1992: Richard Dinsdale, A. Rogers - 1993: M.J. Thompson - 1994: Gary Wolstenholme - 1995: Bradley Dredge - 1996: Gary Wolstenholme - 1997: Mark Pilkington - 1998: M.S. King | - 1999: Gary Wolstenholme - 2000: Jamie Donaldson - 2001: Nigel B. Edwards - 2002: Stuart Manley, N. Oakley - 2003: Stuart Manley - 2004: Nigel B. Edwards - 2005: G. Wright - 2006: Bjørn Åkesson, N. Chaudhuri - 2007: Nigel B. Edwards - 2008: Nigel B. Edwards - 2009: Matt Haines, Sam Matton, Ben Westgate - 2010: Oliver Farr - 2011: James Frazer met -8 |

## Trivia
- Nigel B. Edwards heeft de Putter vier keer gewonnen maar is amateur gebleven. In 2009 werd hij benoemd tot captain van het team van de Walker Cup in 2011. Zelf speelde hij van 2001-2007 in het team. Hij was in 2010 ook captain bij de St. Andrews Trophy, waar het Brits-Ierse team tegen continentaal Europa speelde.